# Art d'intel·ligència artificial

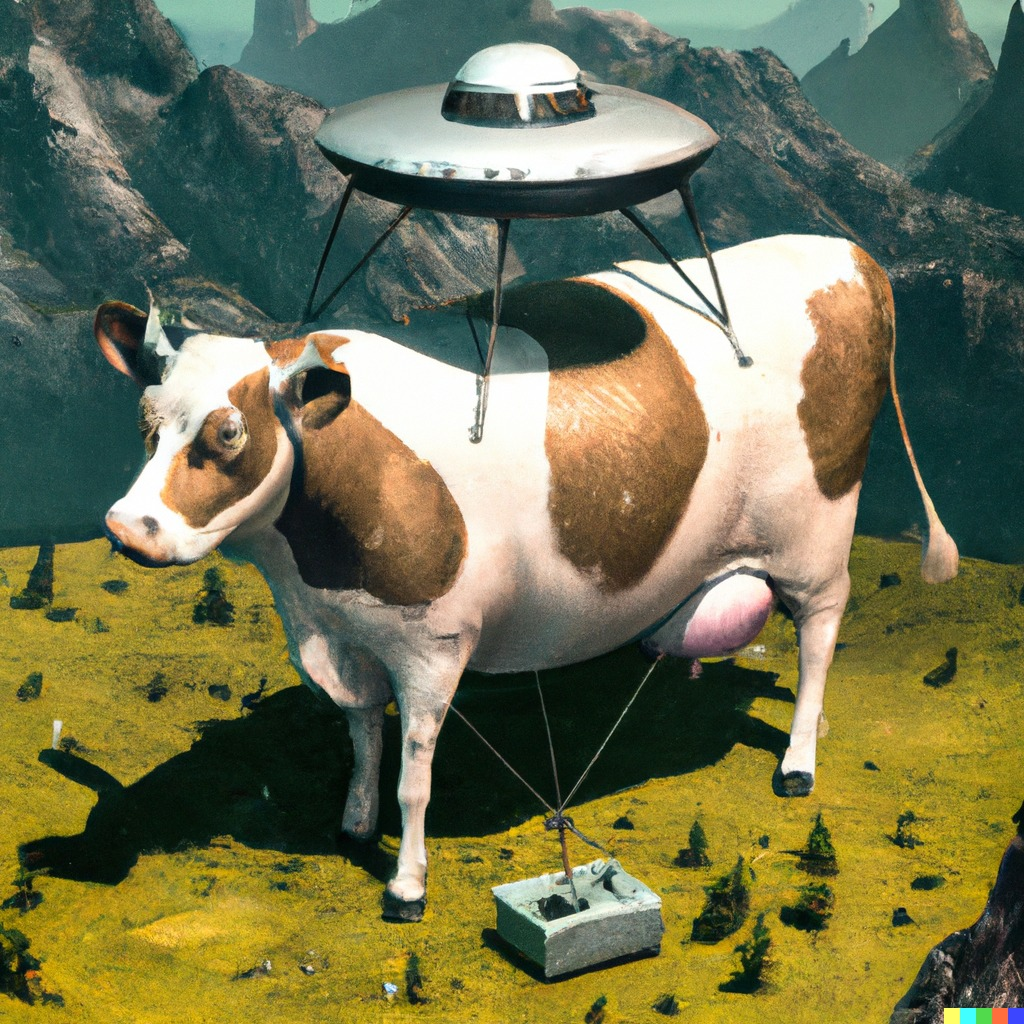
Una imatge generada per DALL-E 2 basada en el missatge de text "L'art de la vaca dels 60 segrestada per un OVNI al mig oest"

L'art d'intel·ligència artificial és qualsevol obra d'art visual creada mitjançant l'ús de programes d'intel·ligència artificial (IA).
Els artistes van començar a crear art d'IA a mitjans i finals del segle xx, quan es va fundar la disciplina. A principis del segle XXI, la disponibilitat d'eines d'art d'IA per al públic en general va augmentar, oferint oportunitats d'ús fora del món acadèmic i dels artistes professionals. Al llarg de la seva història, l'art de la intel·ligència artificial ha suscitat moltes preocupacions filosòfiques, incloses les relacionades amb els drets d'autor, l'engany i el seu impacte en els artistes tradicionals, inclosos els seus ingressos.

## Història primerenca
La intel·ligència artificial es va fundar com a disciplina acadèmica l'any 1956, i en les dècades posteriors ha experimentat diverses onades d'optimisme. Des de la seva fundació, els investigadors del camp de la intel·ligència artificial han plantejat arguments filosòfics sobre la naturalesa de la ment humana i les conseqüències ètiques de la creació d'éssers artificials dotats d'una intel·ligència semblant a l'humà; aquests temes han estat explorats prèviament pel mite, la ficció i la filosofia des de l'antiguitat. La tradició dels autòmats ha florit al llarg de la història, com l'autòmat de Maillardet, creat a principis del 1800.

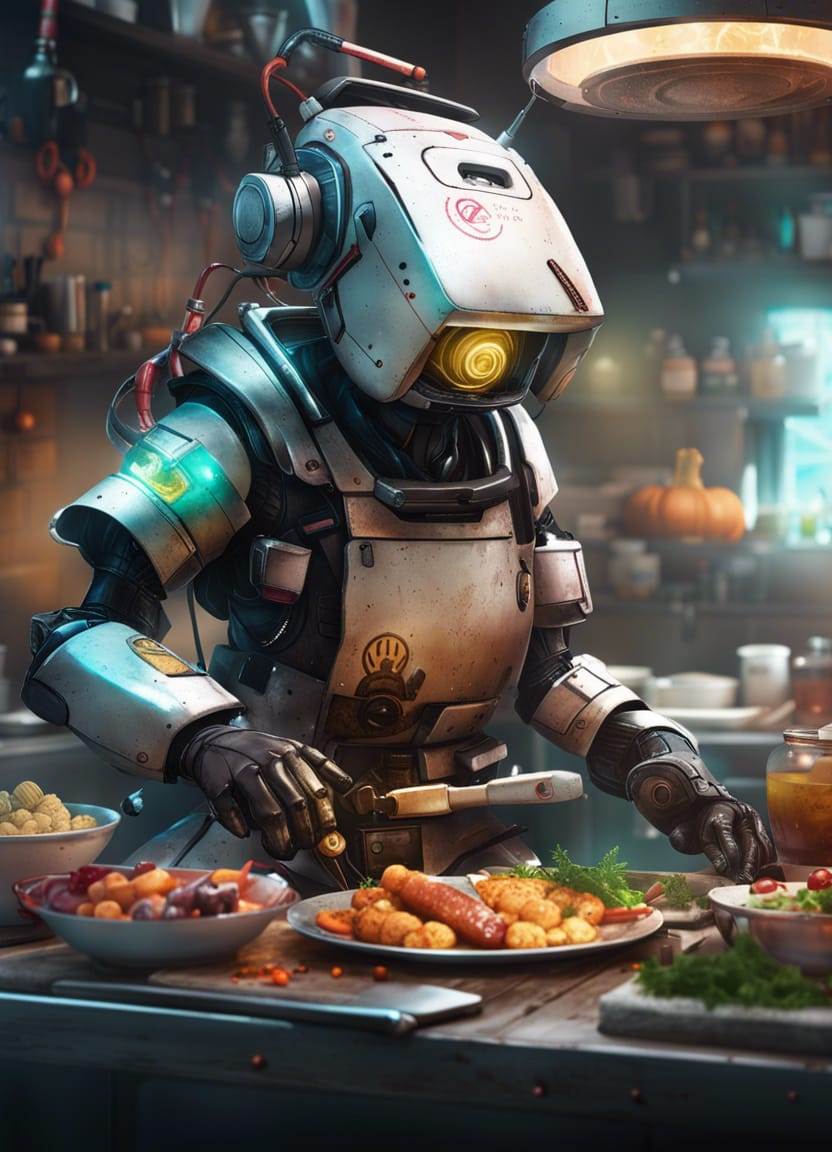
Imatge feta amb Stable Diffusion

## Eines i processos
S'han desenvolupat molts mecanismes per crear art d'IA, inclosa la generació d'imatges procedimentals "basades en regles" mitjançant patrons matemàtics, algorismes que simulen pinzellades i altres efectes pintats, i algorismes d'aprenentatge profund, com ara xarxes generatives adversaries (GAN) i transformadors.
Un dels primers sistemes d'art d'IA significatius és AARON, desenvolupat per Harold Cohen a finals de la dècada de 1960 a la Universitat de Califòrnia a San Diego. AARON és l'exemple més notable de l'art d'IA a l'era de la programació GOFAI a causa del seu ús d'un enfocament simbòlic basat en regles per generar imatges tècniques. Cohen va desenvolupar AARON amb l'objectiu de poder codificar l'acte de dibuixar. En la seva forma primitiva, AARON va crear dibuixos senzills en blanc i negre. Més tard Cohen acabaria els dibuixos pintant-los. Al llarg dels anys, també va començar a desenvolupar una manera perquè AARON també pintés. Cohen va dissenyar AARON per pintar amb pinzells i tints especials que van ser escollits pel mateix programa sense la mediació de Cohen.

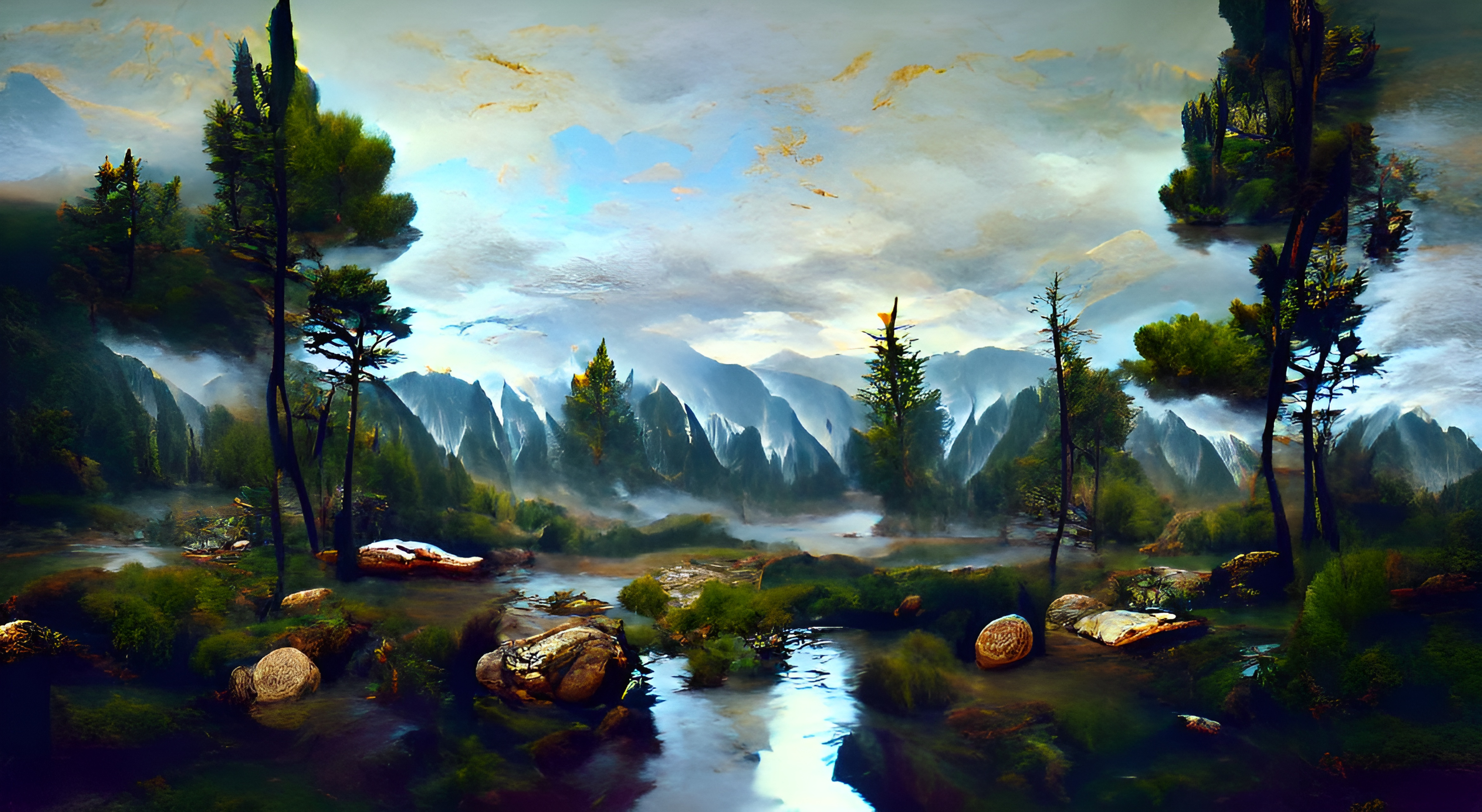
Exemple d'imatge feta amb VQGAN+CLIP (NightCafe Studio)

Les xarxes generatives adversaries (GAN) es van dissenyar el 2014. Aquest sistema utilitza un "generador" per crear noves imatges i un "discriminador" per decidir quines imatges creades es consideren reeixides. DeepDream, llançat per Google el 2015, utilitza una xarxa neuronal convolucional per trobar i millorar patrons en imatges mitjançant pareidòlia algorítmica, creant així imatges deliberadament sobreprocessades. Després del llançament de DeepDream, diverses empreses van llançar aplicacions que transformen les fotos en imatges artístiques amb l'estil de conjunts de pintures coneguts. El lloc web Artbreeder, llançat el 2018, utilitza els models StyleGAN i BigGAN per permetre als usuaris generar i modificar imatges com ara cares, paisatges i pintures.

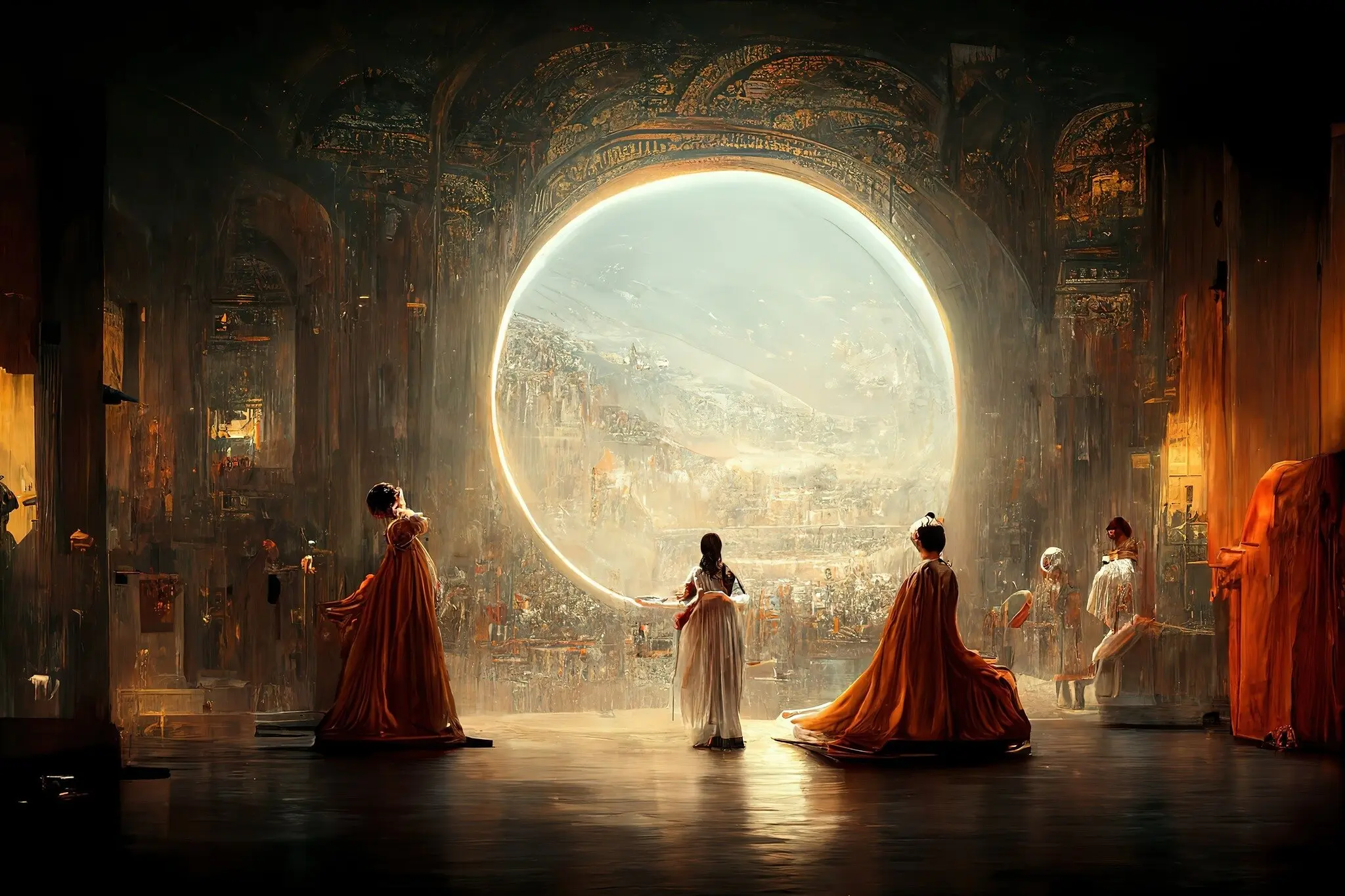
Théâtre d'Opéra Spatial, una imatge generada a Midjourney que va guanyar un concurs d'art digital el 2022

Diversos programes utilitzen models de text a imatge per generar una varietat d'imatges basades en diverses indicacions de text. Inclouen VQGAN+CLIP d'EleutherAI que es va llançar el 2021, DALL-E d'OpenAI que va publicar una sèrie d'imatges el gener de 2021, Imagen i Parti de Google Brain que es va anunciar el maig de 2022, NUWA-Infinity de Microsoft, i Stable Diffusion que es va publicar l'agost de 2022. Stability.ai té una interfície web Stable Diffusion anomenada DreamStudio. Stable Diffusion és un programari disponible en fonts, que permet un desenvolupament posterior com ara complements per a Krita, Photoshop, Blender i GIMP, així com la interfície d'usuari de codi obert basada en web Automatic1111. El model principal pre-entrenat de Stable Diffusion es comparteix al Hugging Face Hub.